# Пам'ятник Олександру II (Київ)

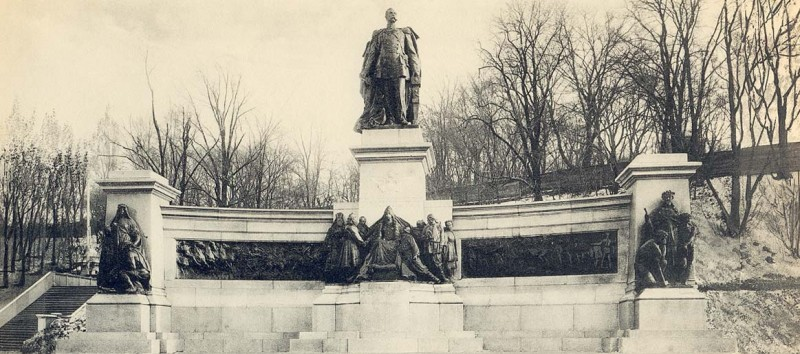
Пам'ятник імператору Олександру ІІ у Києві

Па́м'ятник Олекса́ндру ІІ у Ки́єві — пам'ятник російському імператору Олександру ІІ Романову у Києві, що стояв на сучасній Європейській площі, на місці сходів до Хрещатого парку. Встановлений у 1911 році з нагоди 50-ліття скасування кріпосного права, це був найбільший пам'ятник Олександру ІІ в Російській імперії . Відкриття монументу відбувалося в ході державного візиту до Києва імператора Миколи ІІ, що безпосередньо відкрив пам'ятник. Знесений більшовиками у 1920 році.

## Історія

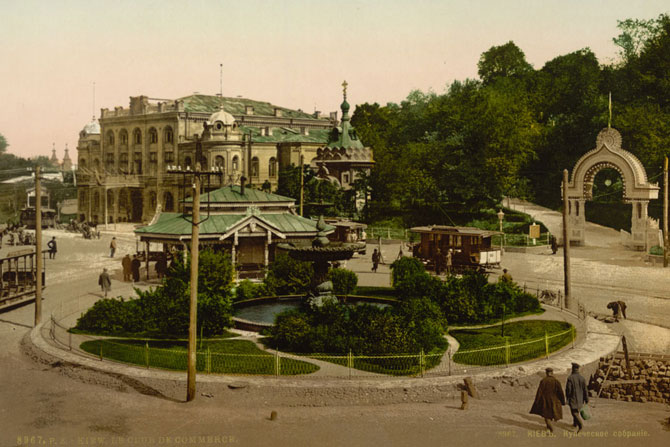
Вид Царської (нині Європейської) площі до реконструкції

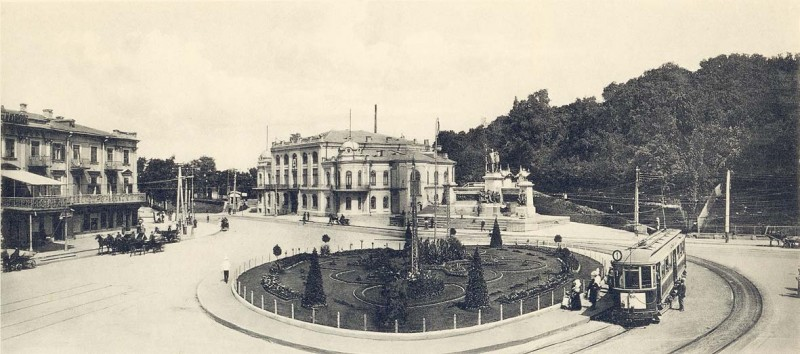
Вид Царської (нині Європейської) площі з пам'ятником Олександру ІІ

Російський імператор Олександр ІІ, що посів престол у 1855 році після смерті батька — Миколи І (відомого своєю жорсткою консервативною політикою) — за період свого правління здійснив ряд нагальних реформ: армійську, земську, судову, освітню. У 1861 році Олександр ІІ, у рамках земельної реформи, своїм маніфестом скасував кріпосне право, за що згодом отримав прізвисько «Визволитель».
До 50-річчя земельної реформи, що мало відзначатися 1911 року, київська влада вирішила встановити імператорові-визволителю Олександру ІІ пам'ятника і спорудити на міські кошти народний дім його імені. У 1903 році клопотання щодо дозволу на це було надіслано до вищої адміністрації країни.
Заслуги Олександра ІІ перед Києвом, який імператор називав «Єрусалимом землі руської», не можна вважати масштабними, проте цар справді прислужився розвиткові міста як освітнього та культурного центру. Зокрема цар виділяв значні кошти для фінансування цілого ряду освітніх та наукових установ Києва, серед яких — Університет Святого Володимира та публічна бібліотека.
Міністерство внутрішніх справ спочатку гальмувало подальший розгляд згаданого клопотання, вимагаючи від київської міської думи подати кошторис на пам'ятник. Воно побоювалося, щоб не повторилася історія з пам'ятником Катерині ІІ у Вільні чи православними соборами у Варшаві й Батумі, коли з державної скарбниці довелося витрачати значні суми, щоб завершити їх спорудження. Крім того, Міністерство не погоджувалося з варіантом кінної статуї імператора, яка не відповідала духові його правління. Листування між інстанціями тривало понад рік, після чого на адресу міської думи було надіслано остаточний висновок, де не висловлювалося заперечення проти створення спеціального фонду для спорудження пам'ятника через відрахування від щорічних міських прибутків певної суми грошей, та водночас не рекомендувалося збирати приватні пожертви — з огляду на розпочаті тоді воєнні дії.

## Оголошення конкурсу
Таку відповідь Міністерства міська дума розцінила як дозвіл і негайно, 1904 року, обрала спеціальний комітет для спорудження пам'ятника на чолі з тодішнім київським генерал-губернатором, генерал-ад'ютантом Миколою Клейґельсом. На першому своєму засіданні, 19 лютого 1905 року, комітет запропонував встановити пам'ятник на Царській площі. Однак на засіданні міської думи, що відбулося пізніше, було запропоновано альтернативні варіанти — Сінну площу, Театральний сквер , верхній майдан Володимирської гірки та інші місця. Після обговорення депутати думи ухвалили обрати для монумента Олександру ІІ сквер на Михайлівській площі, навпроти реального училища , не врахувавши того, що на сусідній Софійській площі вже був монумент Богданові Хмельницькому. Та вже восени 1905 року міська дума скасувала свою ухвалу й усе-таки постановила спорудити пам'ятник на Царській площі.
Водночас депутати проголосували ще й за звернення до столичної Академії мистецтв, прохаючи оголосити конкурс на найкращий проект пам'ятника. На переможців чекали п'ять грошових премій розміром у 1000, 500, 250, 150 і 100 рублів. Згідно з умовами конкурсу, вартість спорудження самого пам'ятника не повинна була перевищувати 150 тисяч рублів.
Усе складалося якнайкраще, і 1907 року на адресу комітету від імператора надійшов дозвіл на встановлення пам'ятника, але із застереженням, що збирати пожертви дозволялося лише в межах Південно-Західного краю й прилеглих губерній, а також басейну Дніпра. На нараді під головуванням начальника краю, що відбулася на початку 1908 року, було прийнято звернення до губернаторів, єпархіальних архієреїв, судових та інших відомств із закликом усіляко сприяти збору таких пожертв. При цьому сподівалися, що мешканці Києва пожертвують до 75 тисяч рублів.

### Проєкт Опєкушина

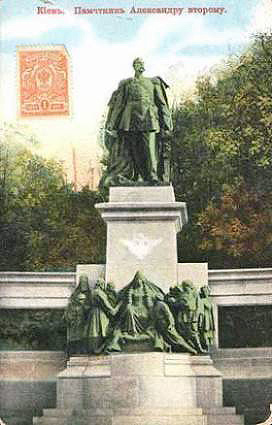
Сувенірна поштівка із зображенням пам'ятника

Тоді ж київська влада, прагнучи зекономити кошти, вирішила відмовитися од конкурсу, натомість запросивши талановитого художника-скульптора Олександра Опєкушина, аби він склав проєкт пам'ятника. У свою чергу, митець запропонував узяти за зразок власної роботи пам'ятник Олександру ІІ, що стояв у московському Кремлі. У Києві постать імператора мала бути виконана на повен зріст і в мантії, повернена обличчям у бік пам'ятника князеві Володимиру. Водночас міська управа звернулася до командувача київського військового округу з проханням виділити для неї із запасів місцевого арсеналу 300—400 пудів бронзи й домоглася перевезення частин пам'ятника державною залізницею на пільгових умовах.
Академік Опєкушин устиг виготовити модель монумента і рекомендував київській міській управі зменшити його розміри в натурі з 7 до 6 аршинів, запевняючи, що це не відіб'ється на монументальному вигляді пам'ятника, натомість вартість його зменшиться з 60 до 46 тисяч рублів. Вилити пам'ятник за цією моделлю запропонувала фірма А. Морана.

### Міжнародний конкурс
Прагнення київської влади мати у місті пам'ятник імператору, який би не був схожий на інші, встановлені деінде, зрештою змусило міських чиновників відмовитися від проекту Олександра Опєкушина. 7 грудня 1909 року київська міська дума власною ухвалою оголосила цього разу міжнародний конкурс на спорудження у Києві пам'ятника імператору Олександру ІІ. Згідно з умовами нового конкурсу, фігура Олександра ІІ мала стояти або сидіти (мовляв, закони так обдумуються ретельніше). Величина перших трьох премій авторам проектів лишалася колишньою. Вартість пам'ятника не повинна була перевищувати 75 тисяч рублів.
Вже у першій половині 1910 року до Комітету почали надходити проекти з Петербурга, Москви та інших великих міст Російської імперії, а також з Італії і Франції. 2 травня 1910 року журі під головуванням академіка Є. Котарбинського одностайно визнало переможцем конкурсу римського скульптора Етторе Ксіменеса і вручило йому першу премію — 3 тисячі рублів. Це рішення схвалили київська міська дума, технічно-будівельний комітет Міністерства внутрішніх справ та Академія мистецтв у Санкт-Петербурзі.

## Спорудження пам'ятника
Тим часом відбулися торги на влаштування підмурку пам'ятника і його бічних частин, а також гранітних сходів до саду Купецького зібрання вартістю 6 тисяч рублів. Із трьох учасників цих торгів переміг київський місцевий підрядник Ф.Альошин, заявивши суму 11700 рублів.
Роботи зі спорудження підмурка велися інтенсивно — вдень і вночі. Керував ними київський міський архітектор Іполит Ніколаєв, за що отримав винагороду в 3 тисячі рублів, а його дружина — цінний подарунок вартістю 400 рублів. На прикінцевому етапі з Риму приїхав, разом зі скульптором Еліо Саля, професор Етторе Ксіменес.
Постамент з рожевого італійського мармуру споруджували вже італійські майстри безпосередньо під керівництвом Ксіменеса. Водночас міська влада впорядковувала Царську площу. Фонтан, що був на ній, розібрали й перенесли на Петрівську алею, а невеликий затишний сквер зовсім ліквідували. Електричне товариство проклало підземні кабелі, правління міської залізниці (трамваю) зменшило кількість трамвайних дротів, а ті, що лишилися, перевісило на стовпи привабливішої конструкції.
Зрештою, наприкінці червня 1911 року на черговому засіданні Комітету зі спорудження пам'ятника виявилося, що для завершення усіх будівельних робіт не вистачає 50 тисяч рублів. Присутній на засіданні Олександр Терещенко негайно пожертвував 25 тисяч рублів на монумент і додатково 6 тисяч рублів — на ліхтарі біля нього. Решту грошей зібрали серед київських купців і цукрозаводчиків. Жертводавцями стали відомі в тогочасному Києві люди — Варвара Терещенко, Лазар Бродський, Мойсей Гальперін, Маркус Зайцев, Давид Марголін, графи Бобринські, родини Уварових і Муравйових-Апостолів та інші. Також надали кошти міські організації та установи — купецьке товариство, біржовий комітет, російське торговельне товариство.
Не лишилося осторонь і військове відомство. Воно виділило з київського артилерійського складу безкоштовно 400 пудів бронзи. Проте Етторе Ксіменес, згідно з контрактом, вилив фігуру імператора з власної бронзи. А подаровану бронзу Комітет продав по 12 рублів за пуд і одержані з цього гроші долучив до загальної суми, якою він розпоряджався.

## Відкриття
Влітку 1911 Київ був особливо пишний і урочистий: у серпні намічалося прибуття із Санкт-Петербурга імператора Миколи ІІ з родиною й усім двором. До зустрічі вінценосної делегації готувалися ретельно. Складено було значну програму перебування у Києві коронованих осіб: урочисті молебні, відвідування театрів, огляди військ, поїздка Дніпром до Чернігова та безліч інших незвичних заходів . Основним же пунктом програми і головною метою приїзду царя до Києва було відкриття пам'ятника Олександру ІІ на Царській площі.
Микола ІІ приїхав відкривати пам'ятник дідові наприкінці серпня 1911. Сама урочиста церемонія відбулася 30 серпня, у день пам'яті святого князя Олександра Невського, на честь якого й було названо Олександром майбутнього імператора. Відкривали пам'ятник у присутності власне імператора, прем'єр-міністра Петра Столипіна, обер-прокурора Святійшого Синоду Володимира Саблера, шефа жандармів Павла Курлова, міністра освіти Льва Кассо, сина та спадкоємця болгарського царя Фердинанда, дрібніших чиновників, а також представників Австро-Угорщини, Бельгії, Великої Британії, Греції, Данії, Італії, Німеччини, Ірану, Португалії, Франції, Швеції та Швейцарії. Простим людям під час урочистостей роздавали поштівки з фоторепродукціями пам'ятника та його частин.
У підсумку скульптурна композиція пам'ятника вийшла досить складною. У центрі видовженого гранітного постаменту височіла бронзова статуя імператора у мундирі та мантії. Спираючись на невисоке крісло, у правій руці він тримав свій Маніфест . Біля ніг царя, дякуючи за волю, скупчилися селяни — представники народів імперії у національних костюмах, серед яких виділялась постать жінки у російському костюмі, що символізувала Росію. Між ними був і українець, що стояв навколішки . З боків від основної скульптурної групи були ще дві алегоричні фігури — Милосердя та Правосуддя. На постаменті, прикрашеному барельєфами, містився напис «Царю-Освободителю благодарный Юго-Западный край».
Кам'яні частини постаменту були виконані з рожевого мармуру, сходинки, що вели до нього — з сірого. На бічних виступах сходинок встановили бронзові царські корони.
Зрештою, святкування з нагоди відкриття у Києві пам'ятника було затьмарене вбивством прем'єр-міністра Петра Столипіна, якого 1 вересня 1911 року застрелив в оперному театрі терорист есер Богров.

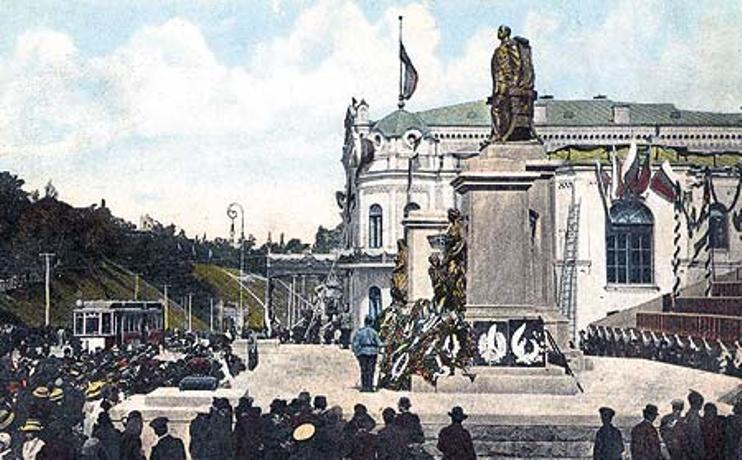
Фотокартка урочистої церемонії відкриття. На задньому плані - Купецьке зібрання (нині Національна філармонія України)
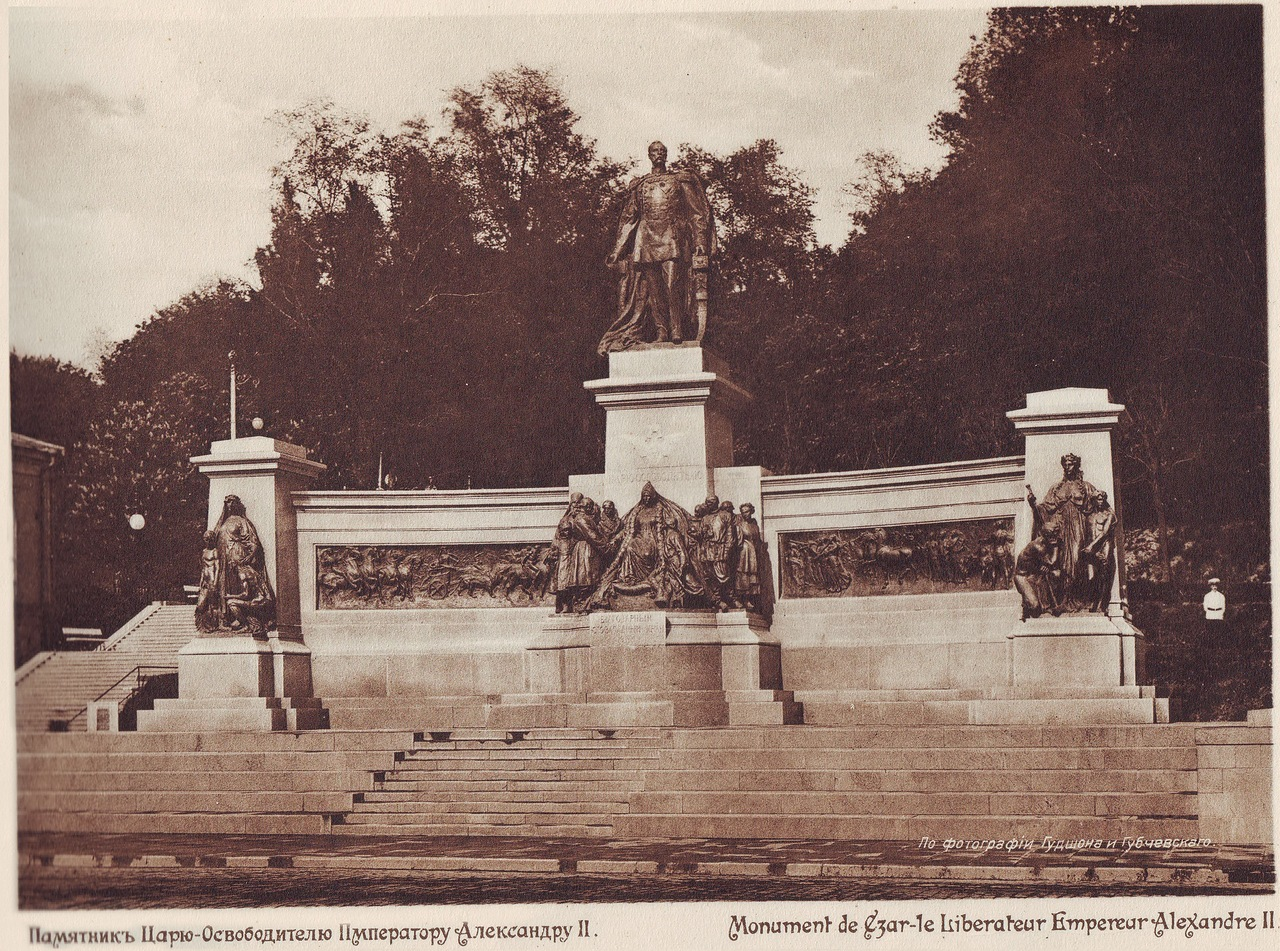
Пам'ятник Олександру II, 1910-ті роки
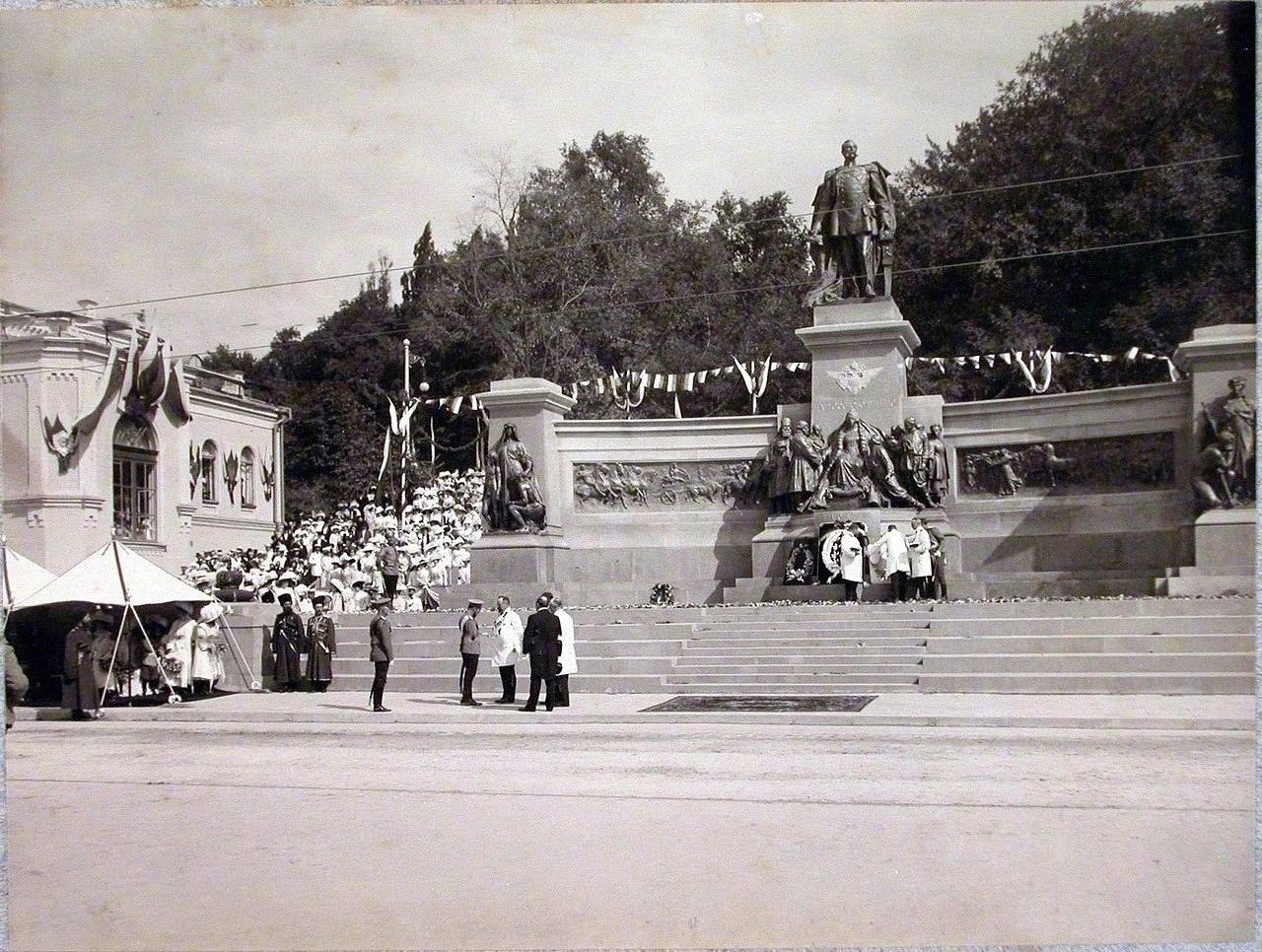
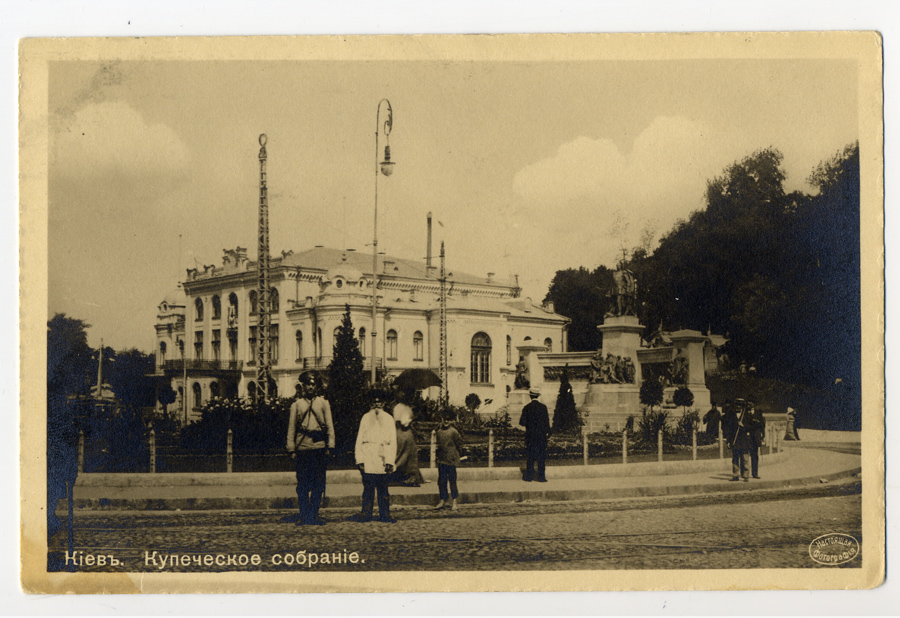
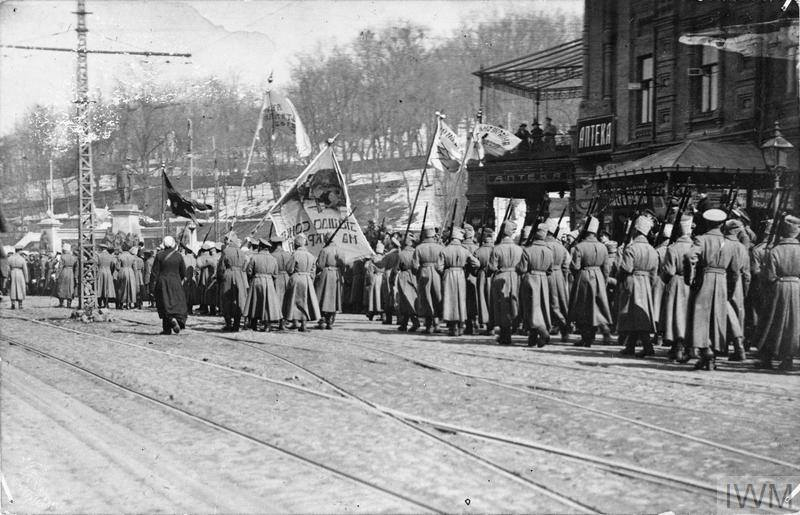
Полуботківці в Києві. На світлині видно масивний пам'ятник Олександру II, що буде знесений більшовиками в 1920

## Подальша доля монумента
Роботи з благоустрою монумента тривали й після його відкриття. Зокрема у липні 1914 встановлено ошатні бронзові ґрати, прикрашені медальйонами з державними гербами. Їх виготовили робітники петербурзького акціонерного товариства «Карл Вінклер». Тоді ж під наглядом міського садівника Новицького навколо пам'ятника влаштували партерний газон. Освітлювали пам'ятник 4 ліхтарі, що їх установили на тимчасових стовпах працівники електричного товариства.

### Акти вандалізму
За свою недовгу історію, пам'ятник Олександру ІІ у Києві двічі ставав жервою вандалізму. Зокрема вже через рік після відкриття, 20 вересня 1912 року, постамент пам'ятника було облито чорною фарбою. Як потім з'ясувала жандармерія, зловмисником виявився студент Університету Святого Володимира .
А у липні 1917 невідомі злодії викрали срібні вінки, що прикрашали пам'ятник, проте вже незабаром їх було затримано і вінки повернули на місце. 

### Знесення та нові пам'ятники
Вже у квітні 1919 київська газета "Більшовик" поставила питання про зняття монумента Олександра ІІ до дня 1 травня, але зробити це до свята не вдалося, і пам’ятник просто задрапірували. Історія монумента скінчилася у листопаді 1920 року, коли напередодні річниці Жовтневого перевороту статую Олександра ІІ було знято з постамента. Так само були скинуті й усі інші металеві частини, які було відправлено на переплавку на завод «Арсенал». 
Збережений постамент пам'ятника довгий час використовувався більшовиками як інструмент пропаганди. Зокрема, незабаром після знесення царя на його місце встановили виготовлену з фанери восьмиметрову фігуру червоноармійця у будьонівці, шинелі та з рушницею в руках. Цей твір називався пам'ятником «Червоноармійцю — захиснику народних мас».  Згодом фанеру прибрали та планували спорудити на цьому місці монумент «Жовтневої Революції», та цього не сталося.
У 1932 міська влада ухвалила розібрати постамент, який до того був оформлений як декорація входу Пролетарського саду. Наприкінці 1930-х років тут було влаштовано каскад фонтанів і встановлено паркову статую Йосипа Сталіна. 
Після вигнання нацистів з Києва тимчасові статуї Сталіна неодноразово відновлювали на тому ж місці; площу перейменували на честь Сталіна (у грудні 1944 року, з нагоди 65-річчя «вождя»). «Пам'ятники Сталіну» на однойменній площі стояли лише до 1956 року, коли було ухвалено рішення ХХ з'їзду КПРС про подолання «культу особи». Відтоді пам'ятників на цьому місці більше не було.

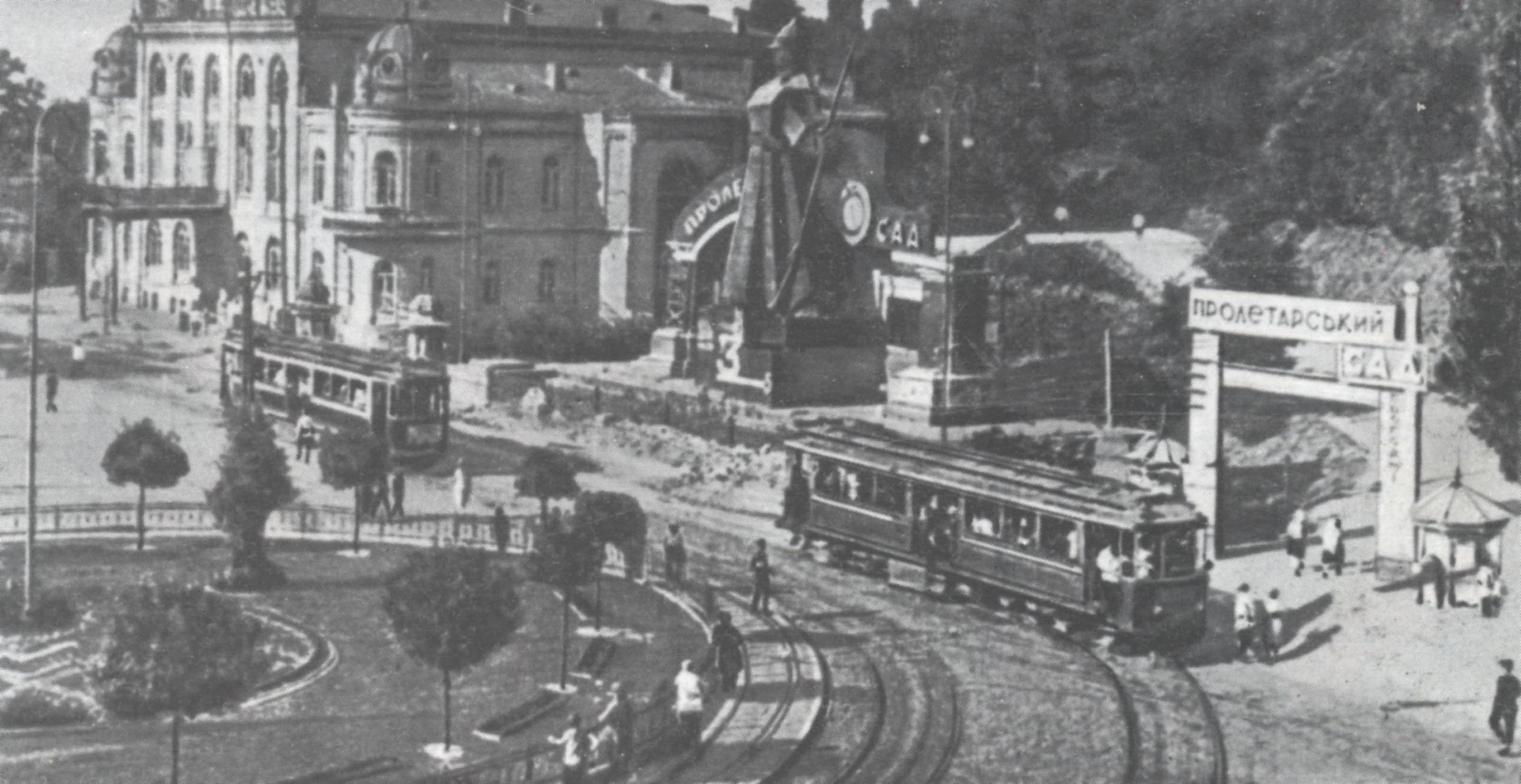
Пам'ятник «Червоноармійцю — захиснику народних мас» на площі III Інтернаціоналу
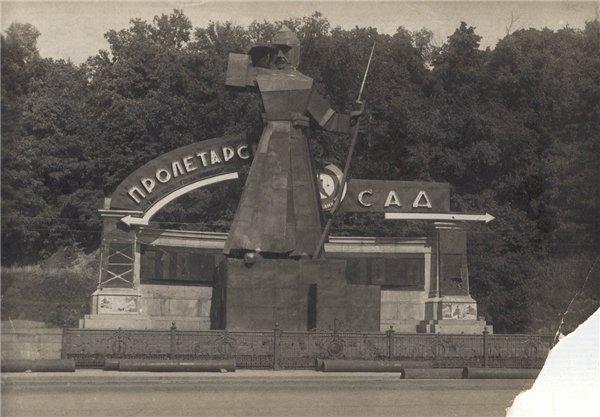
Пам'ятник «Червоноармійцю — захиснику народних мас» з оформленим постаментом біля входу до Пролетарського саду
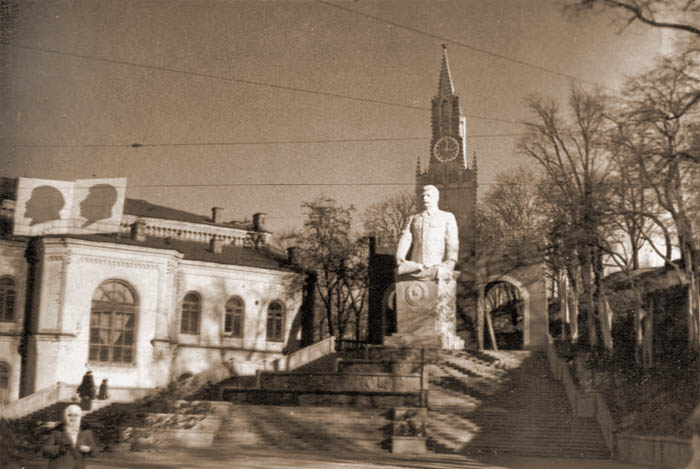
Післявоєнні роки: статуя Сталіна, встановлена біля місця пам'ятника Олександру ІІ